# Shikine-jima
Shikine-jima (式根島) est une île volcanique du Japon en mer des Philippines. Administrativement, elle dépend du village de Niijima dans la sous-préfecture d'Ōshima à Tokyo.

## Géographie
L'île est située à 160 km au sud de Tokyo et à 36 km au sud de Shimoda. Elle fait partie des sept îles de l'Archipel d'Izu et du parc national de Fuji-Hakone-Izu.

## Histoire
L'île est habitée depuis la préhistoire et les archéologues ont découvert des nombreux vestiges de la période Jōmon. 

## Éducation
Il y a sur l'île une école primaire et un collège. 

## Voir aussi

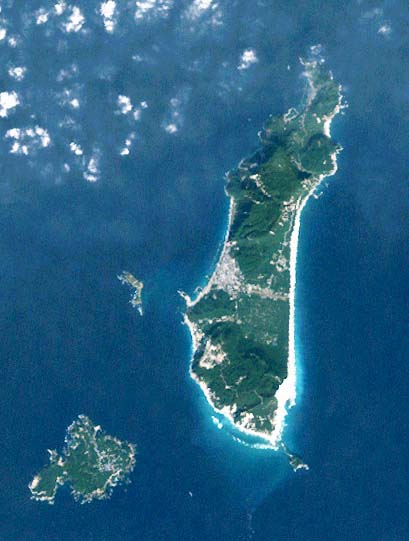
Vue aérienne de Niijima et Shikinejima